# Sphaerionotus curtipennis
Sphaerionotus curtipennis är en tvåvingeart som beskrevs av de Meijere 1919. Sphaerionotus curtipennis ingår i släktet Sphaerionotus och familjen storharkrankar. Inga underarter finns listade i Catalogue of Life.